# Mesolecanium perditum
Mesolecanium perditum är en insektsart som först beskrevs av Cockerell 1897.  Mesolecanium perditum ingår i släktet Mesolecanium och familjen skålsköldlöss. Inga underarter finns listade i Catalogue of Life.